# Antriade du Verapaz
Schiffornis veraepacis
Espèce
Synonymes
- Heteropelma veraepacis Sclater & Salvin, 1860[1]
- Schiffornis turdina veraepacis Sclater & Salvin, 1860[1]
- Schiffornis turdinus veraepacis Sclater & Salvin, 1860[1]

Répartition géographique
Statut de conservation UICN

 LC  : Préoccupation mineure
L'Antriade du Verapaz (Schiffornis veraepacis) ou Antriade brun, est une espèce de passereaux de la famille des Tityridae.

## Répartition et sous-espèces
Selon la classification de référence du Congrès ornithologique international (15.1, 2025) :
- Schiffornis veraepacis veraepacis (Sclater & Salvin, 1860)[3] — du sud-est du Mexique au Costa Rica ;
- Schiffornis veraepacis dumicola (Bangs, 1903) — Panama ;
- Schiffornis veraepacis rosenbergi (Hartert, 1898) — El Chocó ;
- Schiffornis veraepacis acrolophites Wetmore, 1972 — serranía del Darién.